# Mario David
Mario David (Grado, 3 gennaio 1934 – Monfalcone, 26 luglio 2005) è stato un calciatore e allenatore di calcio italiano, di ruolo difensore o centrocampista.

## Biografia
Una volta terminata la sua attività nel mondo del calcio, ritornò nella città natale di Grado dove si dedicò alla vita politica locale, divenendo prima vicesindaco e poi assessore nella giunta comunale.

## Caratteristiche tecniche
Cominciò la carriera nei ruoli di mediano e mezzala arretrata, per poi essere arretrato e giocare da terzino. Fu un ottimo marcatore ed incontrista ed era dotato di un pregevole tocco di palla che utilizzava principalmente per servire le punte mediante cross e lanci lunghi, e divenendo spesso propiziatore di contropiedi.

## Carriera

### Club
Arrivò al L.R. Vicenza nel 1953, proveniente dal Livorno, esordiendo in quell'anno con la maglia biancorossa nel campionato di Serie B nel ruolo di mezzala. Si distinse subito come una colonna della squadra che riportò la città berica nella massima serie, vincendo con la squadra giovanile due Tornei di Viareggio nel 1954 e nel 1955.
Proprio in quest'ultimo anno con la prima squadra imperniata sui giovani della primavera vittoriosi a Viareggio conquistò la promozione in Serie A, arrivando ad una salvezza sofferta. Dopo il campionato nel 1956-1957, nel 1957-1958 David segnò 9 reti e, il 23 marzo 1958, fu il primo calciatore del Lane a vestire la maglia della Nazionale, nella partita contro l'Austria.
Al termine di quel campionato passò prima alla Roma, con cui disputò due campionati, e poi al Milan, nel 1961. Fu durante il suo periodo in rossonero che venne arretrato nella sua posizione in campo, passando dal ruolo di mezzala a quello di terzino. In cinque stagioni con i rossoneri giocò complessivamente 140 partite ufficiali segnando 8 gol. Vinse il campionato del 1962 e la Coppa dei Campioni l'anno successivo, rimanendo una delle colonne della squadra fino al 1964. Nella finale di Wembley contro il Benfica, fu lui a far partire il contropiede che portò al passaggio di Rivera ad Altafini e al gol di quest'ultimo che sancì il 2-1 finale con cui il Milan si aggiudicò il trofeo.
Dopo un'ultima stagione anonima con i rossoneri passò alla Sampdoria nel 1965. Al termine della stagione 1965-66 retrocesse con la squadra doriana e diede l'addio alla Serie A; dopo un anno passato nelle file dell'Alessandria, lasciò il calcio nel 1967.

### Nazionale
In Nazionale ha ottenuto 3 presenze, con la particolarità di averle totalizzate mentre militava in tre squadre di club diverse (Lanerossi Vicenza, Roma e Milan). Inserito nella rosa per il Mondiale 1962 in Cile, fu schierato nella celebre partita con i padroni di casa che passò alla storia calcistica come la Battaglia di Santiago, dove fu protagonista in negativo con l'espulsione avvenuta a fine primo tempo per un calcio in testa al cileno Sanchez, da cui aveva ricevuto un pugno in pieno volto rimasto impunito qualche minuto prima.

### Allenatore e dirigente
Dopo aver ricoperto nel corso degli anni '70 il ruolo di allenatore (prima con la Gradese e successivamente con l'Anconitana, l'Alessandria, il Trento e la Casertana), nel 1981 diventa direttore sportivo del Bologna. Esperienza brevissima e sfortunata: in seguito ai dissapori sopravvenuti tra il presidente Tommaso Fabbretti e l'allenatore Radice, a causa della cessione del giovane e promettente Roberto Mancini alla Sampdoria, Gigi Radice e David si dimettono dai rispettivi incarichi. Dal 1984 al 1986 è direttore sportivo nel Treviso; nella stagione successiva ricopre lo stesso ruolo al Taranto. Successivamente entra a far parte della rete di osservatori per il Milan.

## Statistiche

### Cronologia presenze e reti in nazionale
| Cronologia completa delle presenze e delle reti in nazionale ― Italia | Cronologia completa delle presenze e delle reti in nazionale ― Italia | Cronologia completa delle presenze e delle reti in nazionale ― Italia | Cronologia completa delle presenze e delle reti in nazionale ― Italia | Cronologia completa delle presenze e delle reti in nazionale ― Italia | Cronologia completa delle presenze e delle reti in nazionale ― Italia | Cronologia completa delle presenze e delle reti in nazionale ― Italia | Cronologia completa delle presenze e delle reti in nazionale ― Italia |
| Data                                                                  | Città                                                                 | In casa                                                               | Risultato                                                             | Ospiti                                                                | Competizione                                                          | Reti                                                                  | Note                                                                  |
| --------------------------------------------------------------------- | --------------------------------------------------------------------- | --------------------------------------------------------------------- | --------------------------------------------------------------------- | --------------------------------------------------------------------- | --------------------------------------------------------------------- | --------------------------------------------------------------------- | --------------------------------------------------------------------- |
| 23-3-1958                                                             | Vienna                                                                | Austria                                                               | 3 – 2                                                                 | Italia                                                                | Coppa Internazionale                                                  | -                                                                     |                                                                       |
| 28-2-1959                                                             | Roma                                                                  | Italia                                                                | 1 – 1                                                                 | Spagna                                                                | Amichevole                                                            | -                                                                     |                                                                       |
| 2-6-1962                                                              | Santiago del Cile                                                     | Cile                                                                  | 2 – 0                                                                 | Italia                                                                | Mondiali 1962 - 1º turno                                              | -                                                                     |                                                                       |
| Totale                                                                |                                                                       | Presenze                                                              | 3                                                                     |                                                                       | Reti                                                                  | 0                                                                     |                                                                       |

## Palmarès

### Giocatore

#### Competizioni nazionali
- Campionato italiano: 1

Milan: 1961-1962
- Campionato italiano di Serie B: 1

L.R. Vicenza: 1954-1955

#### Competizioni internazionali
- Coppa dei Campioni: 1

Milan: 1962-1963

### Allenatore

#### Competizioni nazionali
- Coppa Italia Semiprofessionisti: 1

Monza: 1973-1974
- Campionato italiano Serie D: 1

Trento: 1976-1977 (girone B)